# ایان میکینس
ایان میکینس، (به انگلیسی: Ian Meakins) (زاده ۳۱ اوت ۱۹۵۶) کارآفرین، بازرگان و مدیر ارشد اجرایی بریتانیایی است، که در حال حاضر به‌عنوان مدیر عامل اجرایی شرکت وولزلی فعالیت می‌کند.